# WR 142
WR 142 — зоря Вольфа — Рає в сузір'ї Лебедя, надзвичайно рідкісна зоря в кисневій послідовності WO. Яскрава і дуже гаряча зоря, яка дуже розвинулася і близька до вибуху наднової. Передбачається, що це подвійна зоря з компаньйоном, що обертається навколо неї на відстані 1 а. о.

## Відкриття
У 1966 році пошук зір Вольфа — Рає в північній небесній півкулі виявив сім нових прикладів. Один, позначений як Stephenson 3, був класифікований як WC. Пізніше було виявлено незвичайні лінії випромінювання високоіонізованого OVI. Через незвичайні лінії кисню, які спостерігаються лише в кількох інших зірках, їй було присвоєно спектральний тип WC5pec у Шостому каталозі галактичних зір Вольфа — Рає.
У 1981 році було визначено, що зоря, описана як WC-OVI, пов'язана з активною областю зореутворення ON2, а потім сильно затемненим відкритим скупченням, позначеним Берклі 87, 9.5 на південь від червоного надгіганта BC Лебедя.
У 1982 році зорі WC-OVI були згруповані як члени нового класу WO. Клас на той час складався з п'яти зір, дві з яких були в Магелланових Хмарах, а одна пізніше виявилася центральною зорею планетарної туманності.

## Особливості
Зазвичай вважають, що WR 142 належить до розсіяного скупчення Берклі 87, відстань якого від Сонця не дуже добре відома, але вважається, що приблизно вона дорівнює 1,23 кілопарсека (4000 світлових років). Як і у випадку з його рідним скупченням, його світло сильно почервоніло та погашене міжзоряним пилом.
Ця зоря зі спектральною класифікацією WO2 є однією з небагатьох відомих зір Вольфа — Рає кисневої послідовності, лише чотири в галактиці Чумацький Шлях і шість у зовнішніх галактиках. Це також одне з найгарячіших відомих із температурою поверхні 200 000 К. Моделювання атмосфери дає світність близько 245 000 сонячних, тоді як розрахунки на основі яскравості та відстані дають яскравість 500 000 сонячних або навіть більше. Згідно з дальністю Gaia DR2, вона може становити 912 000 сонячних. Це дуже маленька щільна зоря, радіус якої становить лише 80 % сонячного, але маса майже у 29 разів більша. Дуже сильні зоряні вітри з кінцевою швидкістю 5000 км/с призводять до того, що WR 142 втрачає 10−5 M☉/рік. Для порівняння, Сонце втрачає (2 3) × 10−14 сонячної маси на рік через сонячний вітер, що в кілька сотень мільйонів разів менше, ніж WR 142.
За допомогою космічного телескопа Чандра від цієї зорі було виявлено жорстке рентгенівське випромінювання, яке, як припускають, викликане наявністю компаньйона, зорі головної послідовності спектрального класу B, розташованої на відстані 1 астрономічної одиниці від WR 142. Немає інших ознак компаньйона, і інші причини рентгенівської світності вважаються більш імовірними.

## Еволюційний статус
Зорі Вольфа — Рає є останньою стадією еволюції наймасивніших зір перед вибухом наднових, можливо, зі спалахом гамма-променів (GRB). Дуже ймовірно, що WR 142 перебуває на останніх стадіях ядерного синтезу, близько або після завершення спалювання гелію. За оцінками, він вибухне як наднова приблизно протягом 2000 років. Маса та швидке обертання роблять гамма-сплеск вірогідним.